# قطاع توحيد مقاييس الاتصالات (ITU-T)
قطاع توحيد مقاييس الأاتصالات السلكية واللاسلكية التابع للاتحاد الدولي للاتصالات (ITU-T) وهواللذي ينسق معايير الاتصالات وتكنولوجيا المعلومات والاتصالات مثل X.509 عن الأمن السيبراني، Y.3172 و Y.3173 لتعلم الآلة، وH.264 / MPEG-4 AVC لضغط الفيديو، بين الدول الأعضاء وأعضاء القطاع الخاص والأكاديميين. وقطاع تقييس الاتصالات هو أحد القطاعات الثلاثة (الأقسام أو الوحدات) في الاتحاد الدولي للاتصالات (ITU).
و بدأت مساعي في عام 1865 مع تأسيس الاتحاد الدولي للبرق (ITU). أصبح الاتحاد الدولي للاتصالات وكالة متخصصة للأمم المتحدة في عام 1947. اللجنة الاستشارية الدولية للبرق والهاتف ((بالفرنسية: Comité Consultatif International Téléphonique et Télégraphique)‏ ، CCITT) في عام 1956، وأعيدت تسميته ITU-T في عام 1993.
ولقطاع مقاييس الاتصالات أمانة دائمة، ويعرف مكتب مقاييس الاتصالات بالاختصار (TSB)، ومقره في مقر الاتحاد في جنيف ، سويسرا. والمدير الحالي للمكتب هو تشيسوب لي، الذي بدأت مدته الأولى التي مدتها 4 سنوات في 1 يناير 2015،  وبدأت مدته الثانية التي تبلغ 4 سنوات في 1 يناير 2019. خلف تشيسوب لي مالكولم جونسون من المملكة المتحدة، الذي كان مديرًا من 1 يناير 2007 حتى 31 ديسمبر 2014.

## الوظيفة الأساسية
وتتمثل مهمة قطاع مقاييس الاتصالات في ضمان الإنتاج الفعال وفي الوقت المناسب للمعايير التي تغطي جميع مجالات الاتصالات وتكنولوجيا المعلومات والاتصالات (ICT) على الصعيد عالمي، فضلاً عن تحديد مبادئ التعريفات والمحاسبة لخدمات الاتصالات الدولية.
ويشار إلى المعايير الدولية التي ينتجها قطاع مقاييس الاتصالات باسم «توصيات» (مع كتابة الكلمة بأحرف كبيرة لتمييز معناها عن المعنى اللغوي المشترك لكلمة «توصية»)، لأنها تصبح إلزامية فقط عند اعتمادها كجزء من قانون وطني.
ونظرًا لأن قطاع مقاييس الاتصالات هو جزء من الاتحاد الدولي للاتصالات، وهو وكالة متخصصة تابعة للأمم المتحدة، فإن معاييره تحمل وزنًا دوليًا رسميًا أكبر من تلك الخاصة بمعظم منظمات تطوير المعايير الأخرى التي تنشر المواصفات الفنية ذات الشكل المماثل.

## التاريخ
دعت الحكومة الفرنسية بمبادرة من نابليون الثالث المشاركين الدوليين إلى مؤتمر في باريس عام 1865 لتسهيل وتنظيم خدمات التلغراف الدولية. وكانت نتيجة المؤتمر تأسيس رائد الاتحاد الحديث للاتصالات.
وفي مؤتمر باريس عام 1925، أنشأ الاتحاد لجنتين استشاريتين للتعامل مع تعقيدات خدمات الهاتف الدولية، المعروفة باسم CCIF ، بالاختصار الفرنسي، والبرق لمسافات طويلة (CCIT).
في ضوء التشابه الأساسي للعديد من المشاكل التقنية التي تواجه CCIF و CCIT ، تم اتخاذ قرار في عام 1956 لدمجها في كيان واحد، اللجنة الاستشارية الدولية للبرق والهاتف (CCITT ، في اختصار الفرنسية)  عقدت أول جمعية عامة للمنظمة الجديدة في جنيف، سويسرا في ديسمبر 1956.
وفي عام 1992، شهد مؤتمر المندوبين المفوضين (المؤتمر الأعلى لرسم السياسات في الاتحاد الدولي للاتصالات) إصلاحًا للاتحاد، مما أعطى الاتحاد مزيدًا من المرونة للتكيف مع بيئة متزايدة التعقيد والتفاعلية والتنافسية. وتمت إعادة تسمية CCITT إلى قطاع تقييس الاتصالات (ITU-T)، كواحد من ثلاثة قطاعات في الاتحاد إلى جانب قطاع الاتصالات الراديوية (ITU-R) وقطاع تنمية الاتصالات (ITU-D).
وتاريخيًا، عُرضت توصيات اللجة الاستشارية الدولية للتغراف والهاتف (CCITT) في الجمعيات العامة للمصادقة عليها، التي تُعقد كل أربع سنوات، وتم نشر المجموعة الكاملة من التوصيات بعد كل جمعية عامة. ومع ذلك، فإن التأخير في إنتاج النصوص وترجمتها إلى لغات العمل الأخرى لم يتناسب مع وتيرة التغيير السريع في صناعة الاتصالات.

## توحيد «الوقت الحقيقي»
أدى ظهور صناعة الكمبيوتر الشخصي في أوائل الثمانينيات من القرن الماضي إلى ظهور ممارسة مشتركة جديدة بين المستهلكين والشركات على حد سواء لتبني تقنية اتصالات «متطورة» حتى لو لم يتم توحيدها بعد. وبالتالي، وكان على منظمات المعايير أن تضع المعايير بشكل أسرع، أو تجد نفسها تصدق على معايير الأمر الواقع بعد وقوعها. ومن أبرز الأمثلة على ذلك مشروع فتح وثيقة الهندسة، الذي بدأ في عام 1985 عندما كانت وفرة من شركات البرمجيات حول العالم لا تزال تتنافس بشدة لتشكيل مستقبل المكتب الإلكتروني، وتم الانتهاء منه في عام 1999 بعد فترة طويلة من مايكروسوفت اوفس ثم أصبحت تنسيقات الملفات الثنائية السرية آنذاك راسخة كمعيار واقعي عالمي.
ويعمل قطاع مقاييس الاتصالات الآن في إطار عمليات أكثر بساطة. ويمكن أن يكون الوقت الفاصل بين اقتراح مبدئي لمشروع وثيقة من قبل شركة عضو والموافقة النهائية على توصية قطاع مقاييس الاتصالات كاملة الوضع أقصر من بضعة أشهر (أو أقل في بعض الحالات). وهذا يجعل عملية الموافقة على المواصفات في قطاع مقاييس الاتصالات أكثر استجابة لاحتياجات التطور التكنولوجي السريع مما كانت عليه في الماضي التاريخي للاتحاد. يتم نشر التوصيات الجديدة والمحدثة على أساس يومي تقريبًا، وأصبحت معظم المكتبة التي تضم أكثر من 3270 توصية مجانية الآن عبر الإنترنت. (المواصفات التي يتم الاحتفاظ بها بشكل مشترك من قبل ITU-T و ISO / IEC ليست مجانية.)
وعلاوة على ذلك، حاول قطاع مقاييس الاتصالات تسهيل التعاون بين مختلف المنتديات ومنظمات وضع المعايير (SDOs). هذا التعاون ضروري لتجنب ازدواجية العمل وما يترتب على ذلك من مخاطر تضارب المعايير في السوق.
وفي عمل المقاييس، يتعاون قطاع مقاييس الاتصالات مع منظمات وضع المعايير الأخرى، مثل المنظمة الدولية للتوحيد القياسي (ISO) وفرقة مهام هندسة الإنترنت (IETF).

### تطوير التوصيات
يضطلع أعضاء القطاع والمنتسبون بمعظم أعمال قطاع مقاييس الاتصالات، في حين أن مكتب مقاييس الاتصالات (TSB) هو الذراع التنفيذي لقطاع مقاييس الاتصالات ومنسق عدد من ورش العمل والندوات لإحراز تقدم في مجالات العمل القائمة واستكشاف الجديدوتغطي الفعاليات مجموعة واسعة من الموضوعات في مجال تكنولوجيا المعلومات والاتصالات (ICT) وتجذب خبراء رفيعي المستوى كمتحدثين، وحضور من المهندسين إلى الإدارة رفيعة المستوى من جميع قطاعات الصناعة.
وتدير مجموعة الدراسات (SGs) العمل التقني، ووضع التوصيات، لقطاع مقاييس الاتصالات مثل لجنة الدراسات الثالث عشر لمعايير الشبكة، ولجنة الدراسات السادس عشر لمعايير الوسائط المتعددة، ولجنة الدراسات 17 لمعايير الأمن، التي تم إنشاؤها بواسطة الجمعية العالمية لمقاييس الاتصالات (WTSA) التي تعقد كل أربع سنوات. والأشخاص المشاركون في هذه اللجان هم خبراء في الاتصالات السلكية واللاسلكية من جميع أنحاء العالم ويوجد حاليًا 11 مجموعة دراسية (SGs).و تجتمع مجموعات الدراسة وجهًا لوجه وفقًا للتقويم الذي يصدره مكتب مقاييس الاتصالات. ويتم تعزيزمجموعة الدراسات (SGs) من خلال مجموعات التركيز (FGs) وهي أداة أنشأها قطاع مقاييس الاتصالات، مما يوفر طريقة للاستجابة بسرعة لاحتياجات مقاييس تكنولوجيا المعلومات والاتصالات والسماح بمرونة كبيرة من حيث المشاركة وأساليب العمل. الفرق الرئيسي بين مجموعة الاتصالات (SGs) ومجموعة التركيز (FGs) هو أن هذه الاخيرة تمتع بقدر أكبر من الحرية في تنظيم وتمويل أنفسهم، وإشراك غير الأعضاء في عملهم. ويمكن إنشاء مجموعات التركيز بسرعة كبيرة، وعادة ما تكون قصيرة الأجل ويمكنها اختيار أساليب العمل والقيادة والتمويل وأنواع النواتج الخاصة بها. تشمل مجموعات التركيز الحالية الفريق المتخصص بين الاتحاد الدولي للاتصالات ومنظمة الصحة العالمية المعني بالذكاء الاصطناعي من أجل الصحة (FG-AI4H) بالإضافة إلى التعلم الآلي من أجل 5G (الذي طور Y.3172)، وتقنيات المعلومات الكمية للشبكات، والذكاء الاصطناعي للقيادة المساعدة والقيادة الذاتية.

### الموافقة على التوصيات
عملية الموافقة البديلة (AAP) وهي إجراء موافقة سريع المسار تم تطويره للسماح بإدخال المعايير إلى السوق في الإطار الزمني الذي تتطلبه الصناعة الآن.
وتم تنفيذ هذا الإصلاح الدراماتيكي لوضع المعايير من خلال تبسيط إجراءات الموافقة في عام 2001 ويقدر أنه قد قلص الوقت الذي ينطوي عليه هذا الجانب الحاسم من عملية التقييس بنسبة 80 إلى 90 في المائة. هذا يعني أنه يمكن الآن الموافقة على معيار متوسط استغرق حوالي أربع سنوات للموافقة عليه ونشره حتى منتصف التسعينيات، وسنتين حتى عام 1997، في غضون شهرين في المتوسط، أو أقل من خمسة أسابيع.
وإلى جانب تبسيط الإجراءات الأساسية المتضمنة في عملية الموافقة، يعتبر التعامل الإلكتروني للمستندات أحد العوامل المساهمة الهامة في استخدام AAP. بمجرد أن تبدأ عملية الموافقة، يمكن استكمال بقية العملية إلكترونيًا، في الغالبية العظمى من الحالات، دون مزيد من الاجتماعات المادية.
ويؤدي إدخال AAP أيضًا إلى إضفاء الطابع الرسمي على الشراكة العامة / الخاصة في عملية الموافقة من خلال توفير فرص متكافئة لكل من أعضاء القطاع والدول الأعضاء في الموافقة على المعايير الفنية.
ويقوم فريق من خبراء لجنة الدراسات بصياغة اقتراح يتم إحالته بعد ذلك في اجتماع لجنة الدراسات إلى الهيئة المناسبة التي تقرر ما إذا كانت جاهزة بما يكفي لتعيين مشروع نص وبالتالي تمنح موافقتها على مزيد من المراجعة على المستوى التالي.
وبعد منح هذه الموافقة يعلن مكتب تقييس الاتصالات عن بدء إجراء الموافقة المسبقة عن علم من خلال نشر مشروع النص على موقع قطاع مقاييس الاتصالات على الويب والدعوة إلى إبداء التعليقات. هذا يعطي الفرصة لجميع الأعضاء لمراجعة النص وهذه المرحلة تسمى المكالمة الأخيرة وهي فترة أربعة أسابيع يمكن خلالها تقديم التعليقات من قبل الدول الأعضاء وأعضاء القطاع.
وفي حالة عدم تلقي أي تعليقات بخلاف التصحيحات التحريرية وتعتبر التوصية معتمدة نظرًا لعدم تحديد أي مشكلات قد تحتاج إلى مزيد من العمل. ومع ذلك إذا كانت هناك أية تعليقات، يقوم رئيس لجنة الدراسات بالتشاور مع مكتب مقاييس الاتصالات بإعداد عملية لحل التعليقات من قبل الخبراء المعنيين. ثم يتم نشر النص المنقح على شبكة الإنترنت لفترة مراجعة إضافية مدتها ثلاثة أسابيع.
وعلى غرار مرحلة المكالمة الأخيرة في المراجعة الإضافية تعتبر التوصية معتمدة إذا لم يتم استلام أي تعليقات وإذا تم تلقي التعليقات، فمن الواضح أن هناك بعض القضايا التي لا تزال بحاجة إلى مزيد من العمل ويتم إرسال مسودة النص وجميع التعليقات إلى اجتماع لجنة الدراسات التالي لمزيد من المناقشة والموافقة المحتملة.
وتتم الموافقة على تلك التوصيات التي تعتبر ذات آثار سياسية أو تنظيمية من خلال ما يعرف باسم عملية الموافقة التقليدية (TAP) والتي تتيح فترة أطول للتفكير والتعليق من قبل الدول الأعضاء. تُترجم توصيات برنامج TAP أيضًا إلى لغات العمل الست في الاتحاد الدولي للاتصالات (العربية والصينية والإنجليزية والفرنسية والروسية والإسبانية).

## سلسلة وتوصيات
توصيات قطاع مقاييس الاتصالات هي الأسماء التي تُعطى لوثائق مواصفات بروتوكول الاتصالات والحاسوب التي ينشرها قطاع مقاييس الاتصالات.

### سلسلة توصيات الاتحاد الدولي للاتصالات
يصدر قطاع مقاييس الاتصالات توصيات لها أسماء مثل X.500، حيث تمثل X السلسلة و 500 رقم تعريف. عندما يتم تحديث توصية ما، فإنها (في الغالب) ستحتفظ بنفس الرقم لذلك قد تكون سنة الإصدار ضرورية لتحديد إصدار معين من التوصية. ويستخدم الرمز "X.500" للإشارة إلى توصية X.500 المحددة، وإلى مجموعة التوصيات المسماة X.5xx بأكملها، حيث تشكل توصية X.500 المحددة المقدمة والنظرة العامة للمجموعة. الغالبية العظمى من جميع التوصيات النهائية متاحة في شكل إلكتروني (PDF) مجانًا للجميع. تشمل النصوص غير المجانية ITU-T | نصوص ISO / IEC التي توجد لها ترتيبات خاصة.

## لوائح الاتصالات الدولية (ITRs)
بالإضافة إلى توصيات قطاع مقاييس الاتصالات التي لا تتمتع بوضع إلزامي حتى يتم اعتمادها في القوانين الوطنية، فإن قطاع مقاييس الاتصالات هو أيضًا الراعي لمعاهدة دولية ملزمة، وهي لوائح الاتصالات الدولية. تعود لوائح الاتصالات الدولية إلى الأيام الأولى للاتحاد الدولي للاتصالات عندما كانت هناك معاهدتان منفصلتان تتعاملان مع البرق والهاتف. تم اعتماد لوائح الاتصالات الدولية، كمعاهدة واحدة، في المؤتمر العالمي للإبراق الإداري والهاتف الذي عقد في ملبورن، 1988 (WATTC-88).
وتتألف لوائح الاتصالات الدولية من عشر مواد تتناول فيها تعريف خدمات الاتصالات الدولية، والتعاون بين البلدان والإدارات الوطنية، وسلامة الحياة وأولوية الاتصالات ومبادئ الرسوم والمحاسبة. وغالبًا ما يُنظر إلى اعتماد لوائح الاتصالات الدولية في عام 1988 على أنه بداية لعملية التحرير الأوسع نطاقًا في الاتصالات الدولية، على الرغم من أن عددًا قليلاً من البلدان، بما في ذلك الولايات المتحدة والمملكة المتحدة وقد اتخذت خطوات لتحرير أسواقها قبل عام 1988.
وينص دستوراتفاقية الاتحاد الدولي للاتصالات على تعديل لوائح الاتصالات الدولية من خلال المؤتمر العالمي للاتصالات الدولية (WCIT). وبناءً على ذلك قد بدأت في عام 1998 عملية استعراض لوائح الاتصالات الدولية؛  وفي عام 2009 بدأت الاستعدادات المكثفة لمثل هذا المؤتمر WCIT-12. بالإضافة إلى «الاجتماعات التحضيرية الإقليمية»  ، أعدت أمانة الاتحاد الدولي للاتصالات 13 «ملخصات أساسية عن القضايا الرئيسية» كان من المتوقع مناقشتها في المؤتمر. وعقد المؤتمر WCIT-12 الذي عقده الأمين العام السابق للاتحاد الدولي للاتصالات، حمدون توري، في دبي، الإمارات العربية المتحدة، خلال الفترة من 3 إلى 14 ديسمبر 2014.

## الذكاء الاصطناعي من أجل الخير
ينظم قطاع مقاييس في الاتحاد الدولي للاتصالات الذكاء الاصطناعي من أجل الخير، وهي منصة الأمم المتحدة للتنمية المستدامة للذكاء الاصطناعي.

### المعايير الرئيسية التي نشرها الاتحاد الدولي للاتصالات
- ASN.1 (تدوين بناء الجملة المجرد الأول)
- سلسلة ترميز الصوت G.711 و G.72x
- ترميز الصور الثابتة سلسلة JPEG T.80 و JPEG 2000 T.800
- ترميز ترميز الفيديو H.262 / MPEG2-Video وH.264 / MPEG-4 AVC و H.265 / HEVC
- بناء وتركيب وحماية الكابلات والعناصر الأخرى للمصنع الخارجي، سلسلة L
- اتصالات البيانات عبر شبكة الهاتف، سلسلة V
- معايير الفاكس T.2 - T.4، T.30، T.37، T.38
- التوصية G.114 هي توصية من الاتحاد الدولي للاتصالات تتناول التأخيرات المقبولة للتطبيقات الصوتية، وهي موجهة نحو الاتصالات الوطنية، وهي أكثر صرامة مما يُطبق عادة في الشبكات الصوتية الخاصة. واحدة من القضايا التي يعالجها هو تأخير الصوت. تنص على أن 150 مللي ثانية مقبولة، بينما 400 مللي ثانية غير مقبولة.[28][29]
- G.191 : أدوات برمجية لتوحيد تشفير الكلام والصوت
- الألياف الضوئية متعددة الأوضاع G.651.1 (MMF)
- الألياف الضوئية أحادية الوضع (SMF) G.652، G.655، G.657
- G.8201 معلمات وأهداف أداء الخطأ للمسيرات الدولية متعددة المشغلين داخل شبكات النقل البصرية
- G.hn (الجيل التالي من الشبكات المنزلية السلكية عبر خطوط الطاقة وخطوط الهاتف والكابلات المحورية) [30]
- معايير ومكملات تكنولوجيا المعلومات والاتصالات الخضراء (سلسلة L.1000)
- عائلة معايير H.323 للوسائط المتعددة وVoIP
- H.264 خوارزمية ضغط الفيديو الأكثر استخدامًا
- خليفة H.265 لخوارزمية ضغط الفيديو H.264 الشهيرة
- تم تطوير معيار الاستماع الآمن H.870 (الصوت) بالاشتراك مع منظمة الصحة العالمية
- مواءمة معدل الربط البيني، سلسلة D
- مخطط تفضيلات الطوارئ الدولية E.106
- بطاقة شحن الاتصالات الدولية E.118
- رموز IMSI المستخدمة في بطاقات SIM E.212
- أنظمة مؤتمرات الفيديو ISDN وPSTN / 3G ، H.320 و H.324
- ISDN (الشبكة الرقمية للخدمات المتكاملة) Q.931
- ربط الأنظمة المفتوحة
- شبكة النقل البصري (OTN) G.709، G.798، G.872
- الشبكات الضوئية السلبية (PON) G.983 و G.984 و G.987
- البنية التحتية للمفتاح العام (PKI) X.509
- خطة ترقيم الاتصالات العامة، E.164
- إطار الأمان X.805 [31]
- سلسلة نظام الإشارات 7 Q.7xx
- المعايير المتعلقة بجودة الخدمة (QoS)
- المواصفات ولغة الوصف
- التسلسل الهرمي الرقمي المتزامن (SDH) G.707، G.783، G.803
- T.192، التعامل التعاوني مع المستندات
- مضاعفة تقسيم الطول الموجي (WDM)
- X.25 ، تبديل الحزمة
- بريد إلكتروني X.400
- (x) سلسلة معايير DSL (خط المشترك الرقمي) لاتصالات النطاق العريض
- G.8013 / Y.1731 وظائف وآليات العمليات والإدارة والصيانة (OAM) للشبكات القائمة على الإيثرنت
- Y 3172
- Y 3173

## مواضيع هامة
- يلتزم قطاع مقاييس الاتصالات «بسد فجوة التقييس» - أوجه التفاوت في قدرة البلدان النامية، مقارنة بالدول المتقدمة، على الوصول إلى المعايير الدولية لتكنولوجيا المعلومات والاتصالات وتنفيذها والمساهمة فيها والتأثير فيها.[32]
- تم تطوير خارطة معايير أمن تكنولوجيا المعلومات والاتصالات [33] للمساعدة في تطوير معايير الأمن من خلال الجمع بين المعلومات حول المعايير الحالية وعمل المعايير الحالية في منظمات تطوير المعايير الرئيسية.
- يأخذ مفهوم شبكات الجيل التالي (NGN) في الاعتبار الحقائق الجديدة في صناعة الاتصالات التي تتميز بعوامل مثل؛ الحاجة إلى تقارب وتحسين شبكات التشغيل والتوسع غير العادي للحركة الرقمية (أي زيادة الطلب على خدمات الوسائط المتعددة الجديدة، والتنقل، إلخ.).
- ITU newslog (فبراير 2014). First of its kind publication features ITU-T standards for smart grid and home networking. مؤرشف من الأصل في 2021-02-25.
- تعاون المعايير العالمية
- توصيات قطاع الاتصالات الراديوية
- توصيات قطاع تقييس الاتصالات
- القمة العالمية لمجتمع المعلومات

## روابط خارجية
- الموقع الرسمي